# NGC 991
NGC 991 (również PGC 9846) – galaktyka spiralna z poprzeczką (SBc), znajdująca się w gwiazdozbiorze Wieloryba. Odkrył ją William Herschel 10 września 1785 roku.
W galaktyce tej zaobserwowano do tej pory jedną supernową – SN 1984L.